# 菁英千禧號
名人千禧號是名人遊輪旗下的一艘郵輪，於2000年6月17日下水，排水量達91,000噸，船員數目為920至999人，可以乘載2,138名乘客。名人千禧號高12層，擁有籃球場、游泳池、水療、針灸室、圖書館、歌劇院、賭場及電子產品店等設施，設計以時尚豪華為主題。名人千禧號內有9所特色餐廳，以及多間特色酒吧。

## 建築和說明
2000年在法國聖納澤爾的大西洋船廠修建。她是世界上第一艘使用組合空氣和蒸汽（COGAS）渦輪機，一種海洋複合動力裝置的名稱，以這種方式，可以回收一些否則丟失的能量，並且可以降低設備的燃料消耗。
食物供應包括一個稱之為“大城市”的兩層主餐廳，和在10甲板的自助餐餐廳提供早餐，午餐和晚餐。

## 圖庫

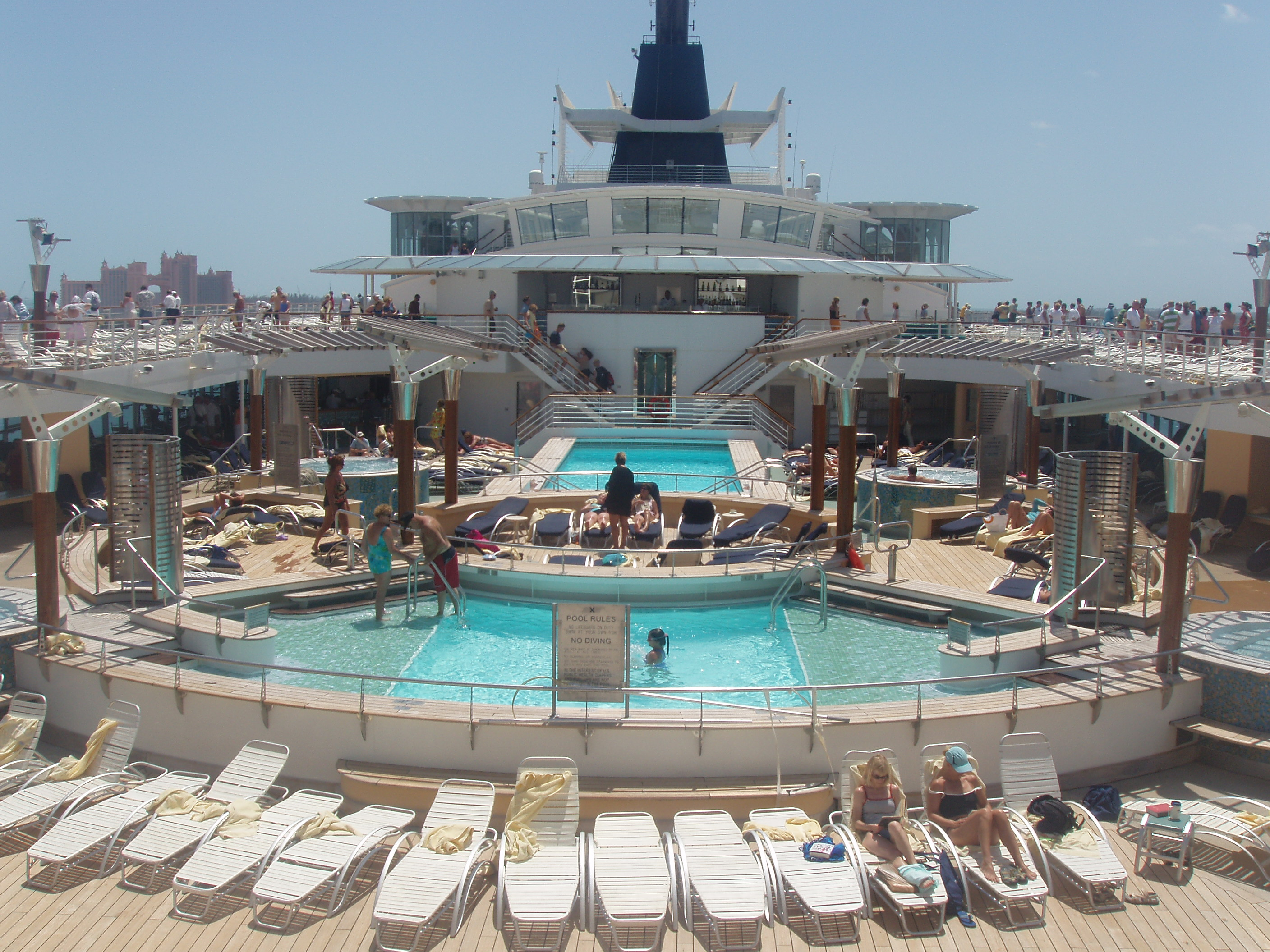
游泳池
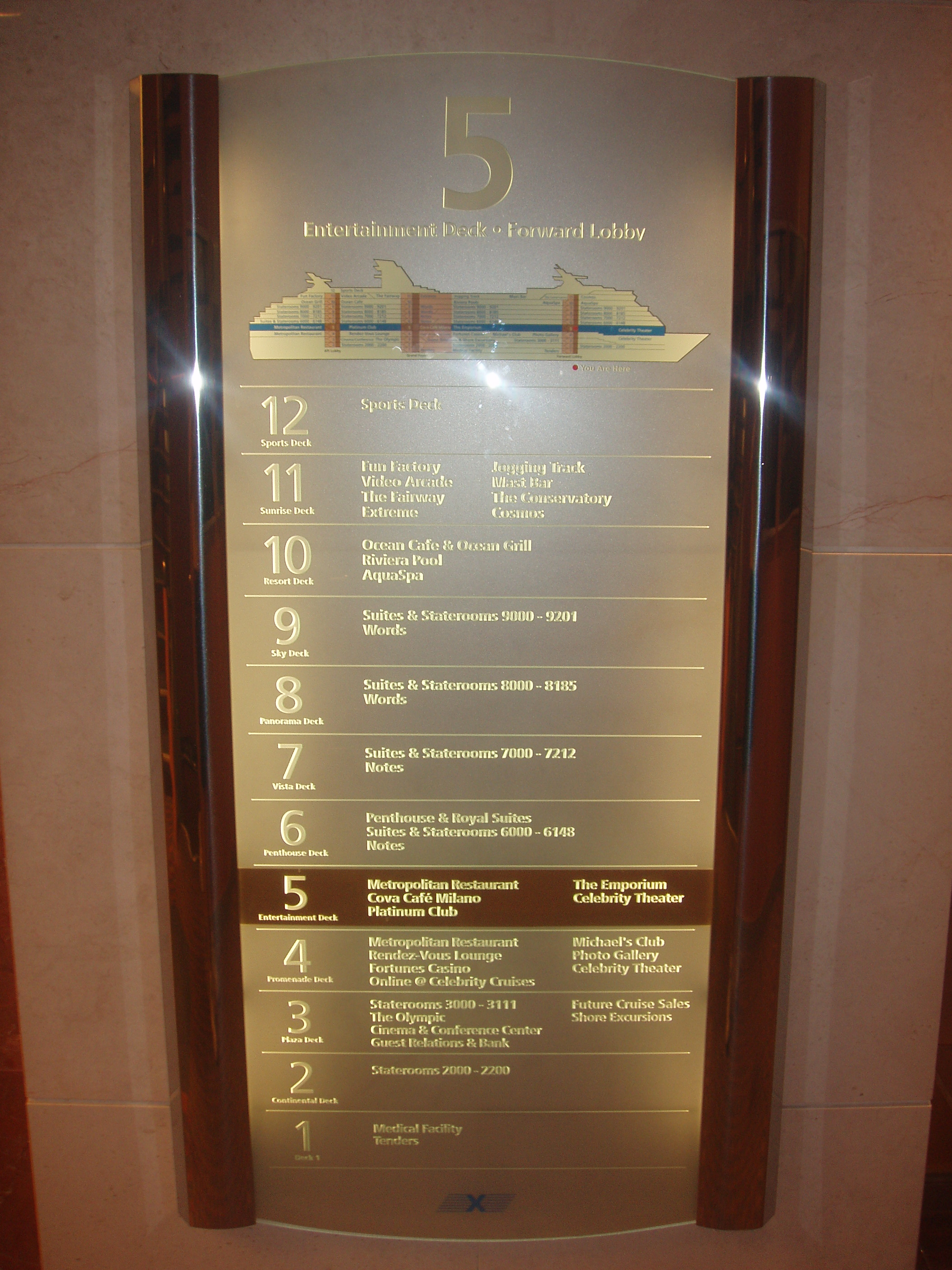
各層目錄
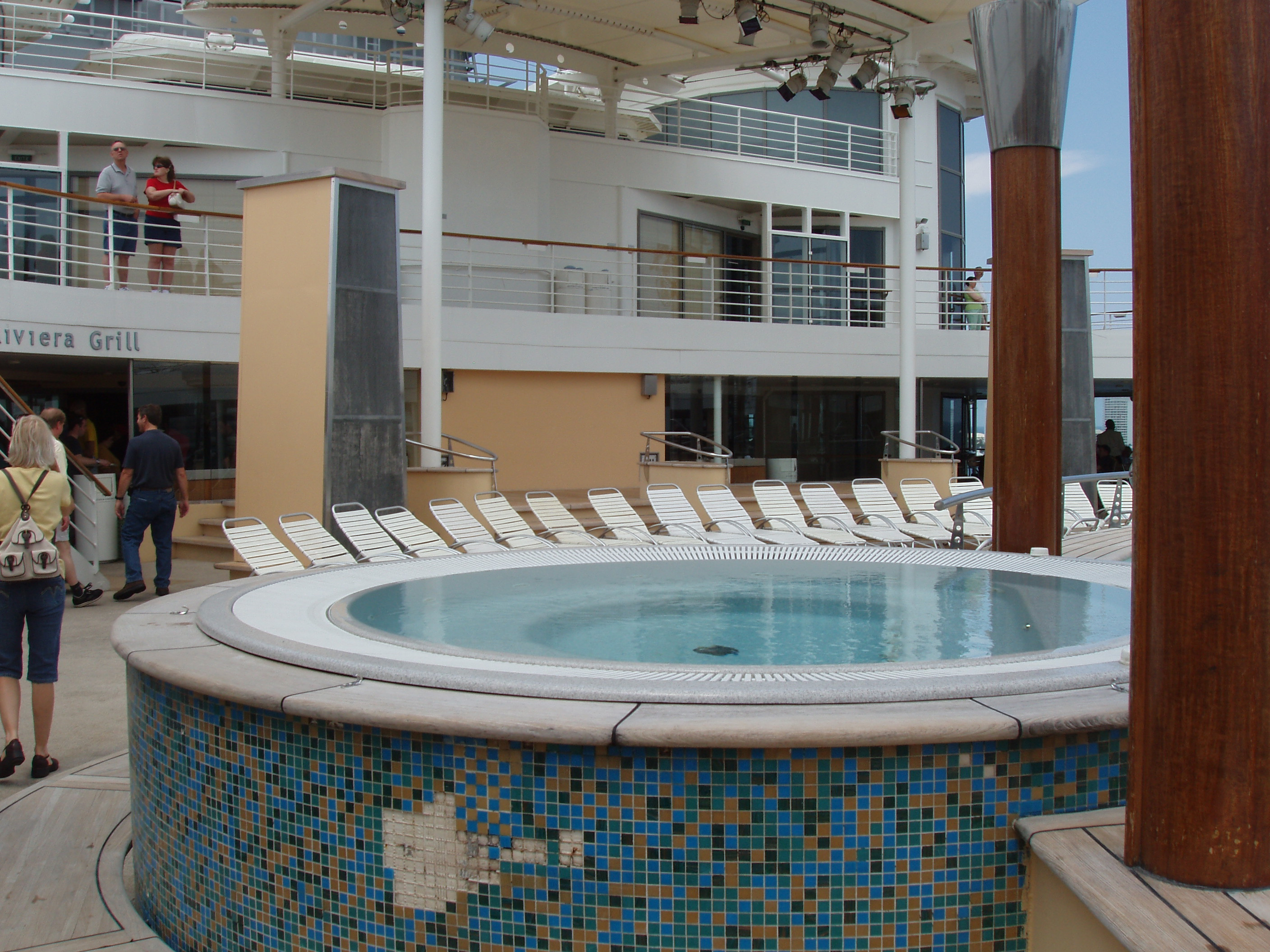
熱浴盆
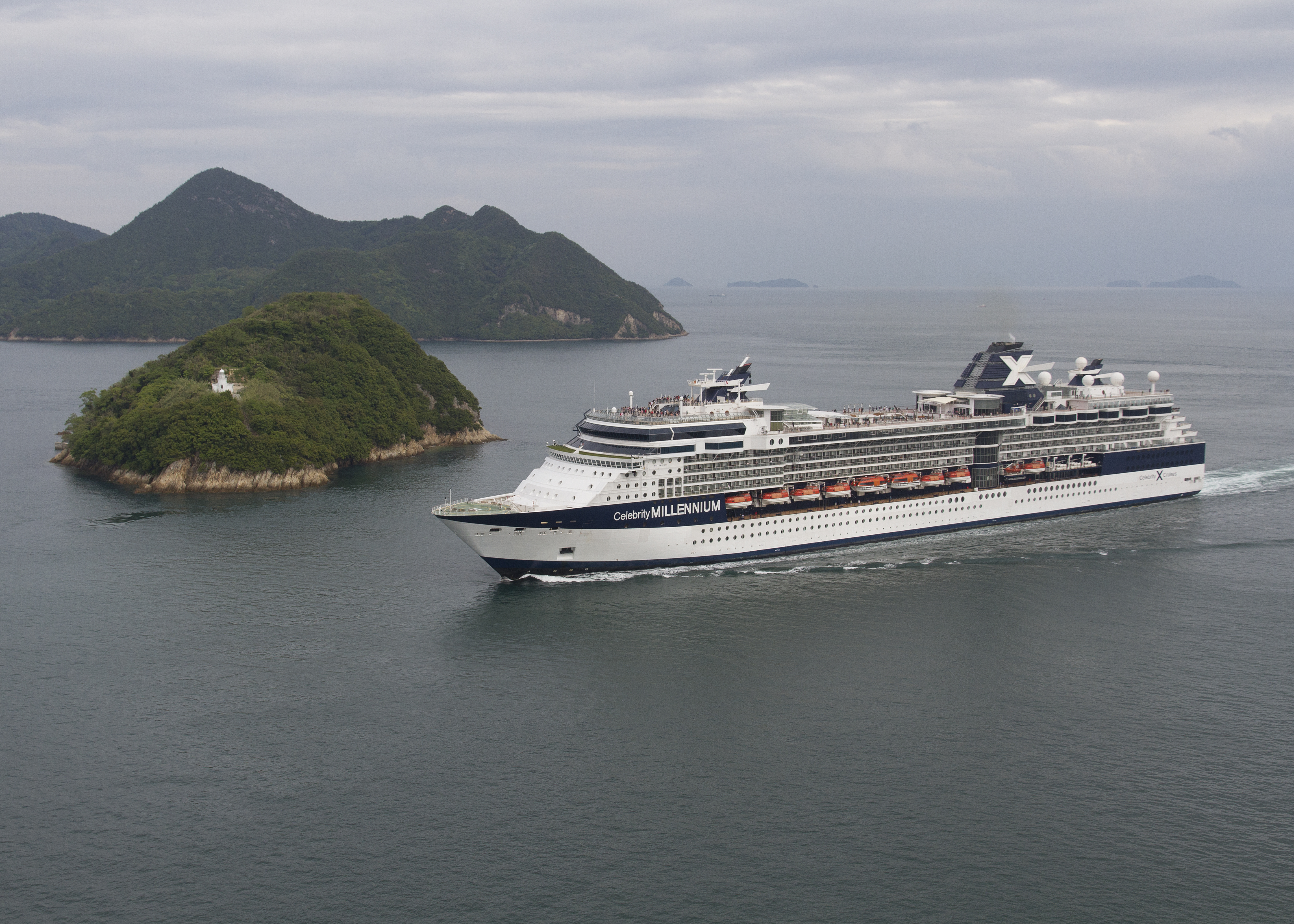
來島海峽